# Attentato di Napoli
L'attentato di Napoli del 1988 fu un attacco terroristico contro un circolo ricreativo militare statunitense, United Service Organizations (USO), nel centro di Napoli, il 14 aprile. Alle ore 19:49 una potente autobomba esplose di fronte al club USO in Calata San Marco causando la morte di cinque persone e il ferimento di altre 15. L'attacco fu commesso da un membro dell'Armata Rossa Giapponese (ARG) fatto nel secondo anniversario del bombardamento statunitense della Libia nel 1986.

## Vittime
Le vittime furono quattro civili italiani, il venditore ambulante Antonio Gaezza, i passanti Assunta Capuano, Guido Scocozza e Maurizio Perrone, una portoricana militare statunitense in servizio presso la U.S. Navy di stanza a Napoli, la ventunenne Angela Simone Santos. Tra i feriti ci furono anche quattro marinai americani e alcuni nordafricani. Molti marinai dell'USO sfuggirono all'attentato in quanto al momento dell'esplosione si trovavano nei seminterrati del circolo.

## Le indagini

Lo scenario di Calata S. Marco dopo l'attentato

L'attentato fu rivendicato da due gruppi armati arabi fino ad allora sconosciuti, uno dei quali affermava che gli "Imperialisti americani devono morire due anni dopo il loro barbaro attacco contro lo stato arabo libico", riferendosi al bombardamento degli Stati Uniti contro la Libia del 1986. In seguito la polizia identificò Junzō Okudaira come il principale sospettato, insieme alla sua complice, la connazionale Fusako Shigenobu, entrambi membri dell'Armata Rossa Giapponese (ARG) di estrema sinistra con collegamenti con gruppi in Libano. Okudaira era già ricercato in Italia per un razzo e un attentato dinamitardo contro le ambasciate americana e britannica di Roma del 1987, dove nessuno era rimasto ferito. Okudaira soggiornava in un hotel sotto falsa identità taiwanese. L'ambasciatore libico affermò che il suo paese non aveva nulla a che fare con l'attacco.
Alcuni giorni prima dell'attentato, il membro dell'ARG Yū Kikumura fu arrestato negli Stati Uniti. Si pensava che Kikumura pianificasse un attentato dinamitardo in un centro della marina militare statunitense a New York per rappresaglia all'attacco alla Libia del 1986, e che fosse simultaneo all'attentato di Napoli.
Nel 1993, Okudaira fu condannato in contumacia per omicidio. Non è mai stato catturato. La Shigenobu fu invece catturata in Giappone nel 2000 e condannata a 20 anni di carcere.
Nel 2020 il procuratore di Napoli Giovanni Melillo, nel corso di una conferenza stampa, ha confermato che Junzō Okudaira risulta ancora oggi a distanza di anni dall'attentato essere in cima alla lista dei latitanti più ricercati dalla magistratura partenopea.

## Commemorazioni
Dal 2021 una targa commemorativa a Calata San Marco ricorda le 5 vittime dell'attentato terroristico. Il consolato USA e le autorità italiane sono solite depositare una corona di fiori in occasione dell'anniversario. La comunità militare americana a Napoli commemora Angela Santos con una messa che si svolge nella cappella della base di Gricignano.